# Aleksandr Alekseevič Makarov
Aleksandr Alekseevič Makarov (1966) è un fisico russo che ha guidato la squadra che ha inventato l'orbitrap per la spettrometria di massa.
Nel 2008 per questo ha ricevuto il Distinguished Contribution in Mass Spectrometry Award dall'American Society for Mass Spectrometry (Società americana di spettrometria di massa).